# Palpares arcangelii
Palpares arcangelii är en insektsart som beskrevs av Navás 1932. Palpares arcangelii ingår i släktet Palpares och familjen myrlejonsländor. Inga underarter finns listade i Catalogue of Life.